# الفرقة البحرية الخامسة (الولايات المتحدة)
الفرقة البحرية الخامسة تُختصر بالإنجليزية إلى (5th MARDIV)، هي فرقة قتالية برية في سلاح مشاة البحرية الأمريكية. تأسست في 11 نوفمبر 1943 (أُعلنّت رسمياً في 21 يناير 1944) في كامب بندلتون، كاليفورنيا خلال الحرب العالمية الثانية.

## وصلات خارجية
- http://www.facebook.com/group.php?gid=54804399619 (Facebook Group: Title: "5th Marine Division Group" - More Photos)
- http://www.jacklummus.com/
- Battle Honors of the six Marine Divisions in World War II
- The Fifth Marine Division
- B-29 The Spearhead